# Hazcam
Hazard avoidance cameras (Hazcams) (с англ. — «камеры избегания опасности») — тип камер, обычно устанавливаемых спереди и сзади планетоходов для обеспечения безопасности во время манёвров по поверхности небесного тела.
Такие камеры устанавливались на марсоходах NASA — Спирите и Оппортьюнити (космическая программа Mars Exploration Rover), Кьюриосити, а также на китайском луноходе Юйту (на нижней передней части).

## Обзор

### МарсоходыMars Exploration Rover
Марсоходы миссии Mars Exploration Rover имеют 2 пары черно-белых Hazcam — одна спереди, другая сзади — всего 4 камеры. Hazcam состоит из двух частей: блока электроники и детекторной головки, которая включает в себя оптическую часть и ПЗС-матрицу. Два блока соединяются эластичным шлейфом. В связи с тем, что блок электроники находится вне марсохода, то он содержит нагревающийся резистор, который обогревает электронику до минимальной рабочей температуры в −55 °C. Они имеют светосилу f/15 и фокусное расстояние 5,58 мм с полем зрения 124° × 124° по горизонтали/вертикали (180° по диагонали). В Hazcam применяется ПЗС-матрица с разрешением 1024 × 2048 фирмы Mitel. Чип разделен на две части: одна часть размером 1024×1024 чувствительна к свету и непосредственно создаёт изображения, а вторая часть размером 1024 × 1024 принимает эти данные для хранения/считывания. Чтобы не быть чувствительной к свету она закрыта чёрным алюминиевым экраном. Угловое разрешение Hazcam в центре изображения 2,1 мрад/пиксель, что сопоставимо с камерами спускаемых аппаратов «Викинг», работающих в режиме низкого разрешения (2,1 мрад/пиксель), выше, чем у камер марсохода Соджорнер (3,1 мрад/пиксель) и ниже, чем у камер спускаемого аппарата Mars Pathfinder (0,99 мрад/пиксель). Hazcam монтируются на титановой планке с расстоянием 10 см между камерами для создания стереоснимков. Передняя и задняя планка из титана крепятся прямо к внешней части «теплового блока с электроникой», что обеспечивает возвышение Hazcam над поверхностью на 0,5 м. Блок электроники имеет размеры 67 × 69 × 34 мм, а детекторная головка 41 × 51 × 15 мм. Каждая камера весит 245 грамм и потребляет около 2,2 Вт энергии без обогревателя.

### МарсоходКьюриосити
Марсоход Кьюриосити имеет 4 пары камер Hazcam (2 спереди и 2 сзади — всего 8 камер). Две пары являются основными, ещё две резервными, в случае выхода из строя основных. Hazcam Кьюриосити идентичны камерам Hazcam марсоходов миссии Mars Exploration Rover, за исключением использования более мощного нагревателя мощностью 3,5 Вт и защитного покрытия. Изображения используются внутренним компьютером марсохода для автономной навигации и избегания потенциально опасностных мест. Из-за их расположения с обеих сторон марсохода, снимки как от передних, так и от задних камер могут одновременно использоваться для создания 3D-карты ближайшего окружения. Поскольку камеры зафиксированы (то есть не могут перемещаться независимо относительно марсохода), они имеют широкое поле зрения (124° × 124°), чтобы захватить обширный участок местности.
Hazcam считаются инженерными камерами, поскольку они не предназначены для использования в научных целях. Navcam — ещё один набор инженерных камер на планетоходах.
Именно благодаря Hazcam 6 августа 2012 года была подтверждена успешная посадка марсохода Кьюриосити (Mars Science Laboratory) на поверхность красной планеты.

## Галерея
|                                                                                           | |                                                                            | |
| Застревание марсохода Оппортьюнити в песчаной дюне, обнаруженное благодаря камерам Hazcam | Анимация из снимков камер Hazcam, демонстрирующая попытки Оппортьюнити покинуть рыхлый слой песка, в котором он застрял | Марсоход Спирит застрял в песке, из которого ему не суждено было выбраться | Первое изображение, которое сделал марсоход Кьюриосити 6 августа 2012 года и благодаря которому была подтверждена успешность посадки |